# Thâu lĩnh Hải Nam
Thâu lĩnh Hải Nam (danh pháp hai phần: Alphonsea hainanensis) là một loài thực vật thuộc họ Na. Đây là loài đặc hữu của Trung Quốc.